# Giovanni Battista Valle
Giovanni Battista Valle (La Spezia, 1º gennaio 1843 – La Spezia, 13 gennaio 1905) è stato un compositore di scacchi e pittore italiano.
Lavorò al Genio civile di La Spezia, prima come impiegato poi come addetto all'ufficio tecnico. In seguito fu professore di calligrafia e disegno nelle scuole medie.

## Il compositore di scacchi
Compose problemi diretti in due e tre mosse, alcuni dei quali premiati in concorsi internazionali. Redasse la sezione problemi della Nuova Rivista degli Scacchi dal 1875 al 1902. Nel 1878 pubblicò, a Livorno, una sua raccolta intitolata 100 problemi di scacchi e nel 1891, sempre a Livorno, L'arte di costruire i problemi di scacchi, con in appendice 105 problemi dello stesso autore, libro che ottenne un grande successo e che fu ristampato nel 1929 a Viareggio. Nel 1898, insieme a G. Piccardo, curò la rubrica problemistica del settimanale Il lavoro della Spezia .

## Il pittore Gio Batta Valle
Già in giovane età dimostrò la sua passione per il disegno crescendo alla scuola di artisti locali. Divenne poi allievo di Luigi Mussini a Firenze e a Siena, seguendone i modi puristi. 

Venuto a contatto con la pittura di Fontanesi e soprattutto con quella di Signorini la sua arte maturò così conseguendo modi di sincera poesia sia nel ritratto che nelle vedute, spesso dedicate al Golfo e alla sua città.
Prese parte ad esposizioni d'arte a Genova e a Milano nel 1883, l'anno seguente a Torino e a Firenze nel 1896.
Le vedute dedicate alla sua città natale oggi ne costituiscono un importante documento storico, in quanto la rappresentano prima dello sviluppo industriale della seconda metà del XIX secolo.

Alcuni suoi dipinti (in genere firmati Gio Batta Valle) sono oggi conservati nelle raccolte del Comune della Spezia, che ha voluto ricordarlo dedicandogli una strada.